# Farges-en-Septaine
Farges-en-Septaine är en kommun i departementet Cher i regionen Centre-Val de Loire i de centrala delarna av Frankrike. Kommunen ligger  i kantonen Baugy som tillhör arrondissementet Bourges. År 2022 hade Farges-en-Septaine 1 014 invånare.

## Befolkningsutveckling
Antalet invånare i kommunen Farges-en-Septaine
Referens:INSEE